# Michael Rossmann
Michael George Rossmann (Frankfurt am Main, 30 de julho de 1930 – West Lafayette, Indiana, 14 de maio de 2019) foi um biólogo alemão-estadunidense, professor da Universidade de Purdue em West Lafayette, Indiana.

## Condecorações e associações (seleção)
- 1978 Membro da Academia de Artes e Ciências dos Estados Unidos
- 1984 Membro da Academia Nacional de Ciências dos Estados Unidos
- 1987 Prêmio Internacional da Fundação Gairdner[2]
- 1987 Prêmio Howard Taylor Ricketts
- 1990 Prêmio Louisa Gross Horwitz[3]
- 1994 Prêmio Gregori Aminoff
- 1996 Membro da Royal Society
- 1999 Membro da Associação Americana para o Avanço da Ciência
- 2001 Prêmio Paul Ehrlich e Ludwig Darmstaedter[4]
- 2016 Prêmio Sackler